# 18626 Michaelcarr
18626 Michaelcarr (1998 DO23) là một tiểu hành tinh vành đai chính bên trong được phát hiện ngày 27 tháng 2 năm 1998 bởi Khảo sát tiểu hành tinh OCA-DLR ở Caussols.